# Strandskapania
Strandskapania (Scapania irrigua) är en bladmossart som först beskrevs av Christian Gottfried Daniel Nees von Esenbeck, och fick sitt nu gällande namn av Christian Gottfried Daniel Nees von Esenbeck. Strandskapania ingår i släktet skapanior, och familjen Scapaniaceae. Arten är reproducerande i Sverige. Inga underarter finns listade i Catalogue of Life.